# Deutschpunk
Deutschpunk ist eine Subszene und ein Überbegriff für verschiedene Stilrichtungen innerhalb der deutschsprachigen Punk-Subkultur.

## Begriffsherkunft und Verwendung
Der Begriff „Deutsch-Punks“ tauchte zum ersten Mal 1977 als Überschrift für einen Leserbrief auf, den die Punk-Band Male an die Redaktion der Musikzeitschrift Sounds geschickt hatte, um sich darüber zu beschweren, dass deutschsprachige Punkveröffentlichungen im Vergleich zu englischsprachigen weitestgehend von der Presse ignoriert wurden. Weitere Verbreitung als Oberbegriff für eine Szene oder ein musikalisches Subgenre erfuhr „Deutschpunk“ allerdings erst in den frühen 1980er Jahren, in Zusammenhang mit der deutschsprachigen 82er-Punk Bewegung. Anfang der 1980er Jahre hingegen war eine generelle Unterscheidung von Deutschpunk und Hardcore-Punk noch weitestgehend unüblich.
Als fest etabliert gelten kann der Begriff spätestens seit den späten 1980er Jahren, u. a. dokumentiert durch die Samplerreihe „Deutschpunk Kampflieder“. Szeneintern haftet der Oberbezeichnung Deutschpunk oftmals ein eher klischeebeladenes Image an und vor allem das Hardcore-Fanzine ZAP veröffentlichte in den 1980ern hauptsächlich negative Berichte über den Stil und seine Anhänger. Neuere Punkfanzines wie das Taugenix legen den Begriff „Deutschpunk“ aber auch wesentlich großzügiger aus und subsumieren unter ihm deutschsprachigen Punk/Hardcore allgemein, um so den Begriff positiver zu besetzen.

## Stil
Während sich aus dem frühen deutschen 77er-Punkrock hauptsächlich die Neue Deutsche Welle (u. a. Nichts, Fehlfarben, Neonbabies) und, zu einem geringeren Teil, die spätere Fun-Punk-Szene (u. a. Marionetz, Normahl, Strassenjungs) entwickelte, tat sich die spätere Deutschpunk-Szene durch einen härteren Polit-Punk-Stil hervor, teilweise unter dem Einfluss von englischem Streetpunk und dem Polit-Deutschrock der Ton Steine Scherben, zu einem geringeren Maße auch bereits von frühem amerikanischem Hardcore-Punk. Anfang der 1990er Jahre entwickelte sich hieraus eine neue Spielart, neuere Bands wie Emils und wiedervereinigte Deutschpunkgruppen der 80er wie OHL, Slime oder Toxoplasma hatten zu einem besser produzierten und eher Metal-beeinflusstem Stil gefunden, der viele jüngere Gruppen inspirierte, ihnen nachzueifern. Mittlerweile unterscheiden aus diesem Grunde einige Labels und Fanzines zwischen „klassischem 80er-Deutschpunk“ und „modernem Deutschpunk“, wie er in den frühen 1990ern aufkam und bei welchem Elemente aus Metal, Rock, Crossover oder melodischem Hardcore mittlerweile fester Bestandteil sind.

## Deutschpunk-Labels
| - Aggressive Punk Produktionen - Aggressive Rockproduktionen - A.M. Music / Mülleimer Records / Snake - ANR – Music and More | - Höhnie Records - Hulk Räckorz - Impact Records - Nasty Vinyl | - Nix-Gut Records - Rock-O-Rama - SN-Rex - Suppenkazpers Noize Imperium | - Teenage Rebel Records - Vitaminepillen Records - Weird System - Weser Label |

## Punkrock mit deutschen Texten
Mitte der 1990er tauchte eine neue Generation von Bands auf, die weder typischen Deutschpunk im Stil der 1990er noch den Stil der 80er spielten. Gruppen wie …But Alive, Graue Zellen, 1. Mai 87, Kafkas, Lost Lyrics, Muff Potter, N.O.E., Psycho Gambola, Schrottgrenze, Turbostaat, Tut das Not, Tagtraum oder Verbrannte Erde waren eher von im deutschen Punk bis dato ungewöhnlicheren Vorbildern wie EA80, den Boxhamsters, Angeschissen oder Leatherface beeinflusst und wiesen Melodic-Hardcore-, Post-Hardcore und Emo Einflüsse auf. Sie wurden von Fanzines dementsprechend schlichtweg als „Punk Rock mit deutschen Texten“ oder „deutschsprachiger Punkrock“ betitelt. Dies blieb jedoch eine Notlösung, die sich nicht allgemein durchsetzen konnte. Eine wirkliche Abgrenzung zur Deutschpunkszene gelang nie vollständig.

## Bands

### Bands, die Deutschpunk im Stil der 1970er Jahre spiel(t)en
| - 1000 Robota (seit 2008) - Blitzkrieg - Buttocks - Hans-A-Plast - Hermann’s Orgie | - Der KFC - Kleenex - Marionetz - Mittagspause - Normahl (bis ca. 1981) | - Notdurft - Östro 430 - Public Toys (seit 1991) - Rotzkotz - the Shocks (seit 1995) | - Tollwut - Strassenjungs - S.Y.P.H. - ZK |

### Bands, die Deutschpunk im Stil der 1980er Jahre spiel(t)en
| - A+P - Abfukk (seit 2009) - Amdamdes - Ausbruch - Beton Combo - BILDungslücke (seit 1996) - Blut+Eisen | - Boskops - Canal Terror - Chaos Z - Cotzraiz (seit 1994) - Daily Terror - Hass - Inferno | - Lustfinger - Molotow Soda - Neurotic Arseholes - Normahl (bis 1996) - OHL (bis 1986) - Pestpocken (Seit 1997) - Razzia (bis ca. 1986) | - Schleim-Keim (bis ca. 1995) - Die schwarzen Schafe - Slime (bis ca. 1990) - Supabond (seit 2001) - Toxoplasma (bis ca. 1990) - Vorkriegsjugend - Zerstörte Jugend |

### Bands, die Deutschpunk im Stil der 1990er spiel(t)en
| - 1. Mai 87 - A.C.K. - Alarmsignal - Atemnot - Ausgelebt - Baffdecks - Betontod - Bums - … But Alive | - Casanovas Schwule Seite - Die Dödelsäcke - Dödelhaie - Drei Flaschen - Dritte Wahl - Fahnenflucht - Fluchtweg - Graue Zellen - Geistige Verunreinigung - IRON SNAG JOE |  | - Kanaldeckel - Kapitulation B.o.N.n. - Knochenfabrik - Missbrauch - N.O.E. - OHL (seit 1993) - Popperklopper - Rasta Knast - S.i.K. - Schweisser (bis ca. 1994) | - Slime (seit ca. 1990) - StaatsPunkrott - Toxoplasma (seit ca. 1990) - Das Untergangskommando - V-Mann Joe - The Wohlstandskinder - Zaunpfahl |